# Yannick Hanfmann
Yannick Hanfmann (ur. 13 listopada 1991 w Karlsruhe) – niemiecki tenisista, reprezentant kraju w Pucharze Davisa.

## Kariera tenisowa
Zawodowym tenisistą został w 2015 roku.
Pod koniec lipca 2017 awansował z eliminacji do finału rozgrywek ATP World Tour w Gstaad. W półfinale obronił cztery meczbole przeciwko Robinowi Haase, a w finale poniósł porażkę z Fabiem Fogninim. We wrześniu 2020 przegrał w finale zawodów w Kitzbühel z Miomirem Kecmanoviciem, ponownie wygrywając wcześniej spotkania w ramach eliminacji.
Od września 2017 reprezentant Niemiec w Pucharze Davisa.
W rankingu gry pojedynczej najwyżej był na 45. miejscu (3 lipca 2023), a w klasyfikacji gry podwójnej na 240. pozycji (16 kwietnia 2018).

### Finały w turniejach ATP Tour
| Legenda                                      |
| -------------------------------------------- |
| Wielki Szlem                                 |
| Igrzyska olimpijskie                         |
| Tennis Masters Cup / ATP Finals              |
| ATP Masters Series / ATP Tour Masters 1000   |
| ATP International Series Gold / ATP Tour 500 |
| ATP International Series / ATP Tour 250      |

#### Gra pojedyncza (0–2)
| Końcowy wynik | Nr | Data             | Turniej   | Nawierzchnia | Przeciwnik        | Wynik finału |
| ------------- | -- | ---------------- | --------- | ------------ | ----------------- | ------------ |
| Finalista     | 1. | 30 lipca 2017    | Gstaad    | Ceglana      | Fabio Fognini     | 4:6, 5:7     |
| Finalista     | 2. | 13 września 2020 | Kitzbühel | Ceglana      | Miomir Kecmanović | 4:6, 4:6     |